# Quarouble
Quarouble település Franciaországban, Nord megyében. Lakosainak száma 3141 fő (2022. január 1.). Quarouble Thivencelle, Vicq, Condé-sur-l’Escaut, Crespin, Fresnes-sur-Escaut, Onnaing, Quiévrechain és Rombies-et-Marchipont községekkel határos.

## Népesség
A település népességének változása:
| Lakosok száma | 3054 | 3045 | 3043 | 2992 | 3045 | 3077 | 3108 | 3131 | 3141 |
|               | 2013 | 2015 | 2016 | 2017 | 2018 | 2019 | 2020 | 2021 | 2022 |